# Hoyosia
Hoyosia is een geslacht van vlinders uit de familie van de slakrupsvlinders (Limacodidae).

## Soorten
- Hoyosia codeti (Oberthur, 1883)
- Hoyosia cretica (Rebel, 1906)